# Make Me Feel
”Make Me Feel” to pierwszy singel, z drugiego albumu duetu Benassi Bros. – ...Phobia. 

## Formaty i listy utworów singla
| #                 | Tytuł                                   | Czas  |
| ----------------- | --------------------------------------- | ----- |
| CD-Single Airplay |                                         |       |
| 1.                | „Make Me Feel” (Radio Edit)             | 3:22  |
| 2.                | „Make Me Feel” (Extended)               | 5:28  |
| 3.                | „Make Me Feel” (Etienne de Crecy Remix) | 7:28  |
| CD-Maxi           |                                         |       |
| 1.                | „Make Me Feel” (Radio Edit)             | 3:22  |
| 2.                | „Make Me Feel” (Etienne De Crecy Remix) | 7:028 |

## Pozycje na listach
| Lista przebojów (2005)  | Najwyższa pozycja |
| ----------------------- | ----------------- |
| France Singles Top 100  | 21                |
| Swiss Singles Top 100   | 80                |
| Germany Singles Top 100 | 96                |